# Trifosfat d'uridina
El trifosfat d'uridina (Uridina-5'-trifosfat o UTP) és un nucleòtid pirimidina, que consisteix en una base orgànica uracil enllaçada al carbó 1' del sucre de ribosa, i esterificat amb àcid trifosfòric a la posició 5'. El seu rol principal és com a substrat per a la síntesi d'ARN durant la transcripció. UTP és el precursor per a la producció de CTP mitjançant CTP sintetasa. La UTP es pot biosintetitzar a partir d'UDP mitjançant la nucleòsid difosfat quinasa després d'utilitzar el grup fosfat d'ATP. UDP + ATP ⇌ UTP + ADP; tots dos UTP i ATP són energèticament iguals.

## Paper en la mediació del receptor
La UTP també té un paper en la mediació de respostes mitjançant la unió extracel·lular als receptors P2Y de les cèl·lules. La UTP i els seus derivats encara s'estan investigant per les seves aplicacions en medicina humana. Tanmateix, hi ha proves de diversos sistemes de models que suggereixen que té aplicacions en la defensa de patògens i la reparació de lesions. En ratolins, s'ha trobat que la UTP interacciona amb receptors P2Y4 per mediar una millora en la producció d'anticossos. A les cel·les Schwannoma, L'UTP s'uneix als receptors P2YP en cas de dany. Això condueix a la cascada de senyals aigües avall que condueix a la reparació eventual de la lesió.
L'UTP també té un paper com a font d'energia o activador de substrats en reaccions metabòliques, com l'ATP, però més específic. Quan l'UTP activa un substrat, normalment és forma un complex UDP-substrat i s'allibera un fosfat inorgànic. La UDP-glucosa inicia la síntesi del glicogen. S'utilitza UTP en el metabolisme de la galactosa, en el que la forma activada UDP-galactosa es converteix a UDP-glucosa. UDP-glucuronat s'utilitza per a conjugar la bilirubina a una bilirubina diglucurònida, més soluble en aigua.